# Masdevallia
Masdevallia är ett släkte av orkidéer. Masdevallia ingår i familjen orkidéer.

## Bildgalleri

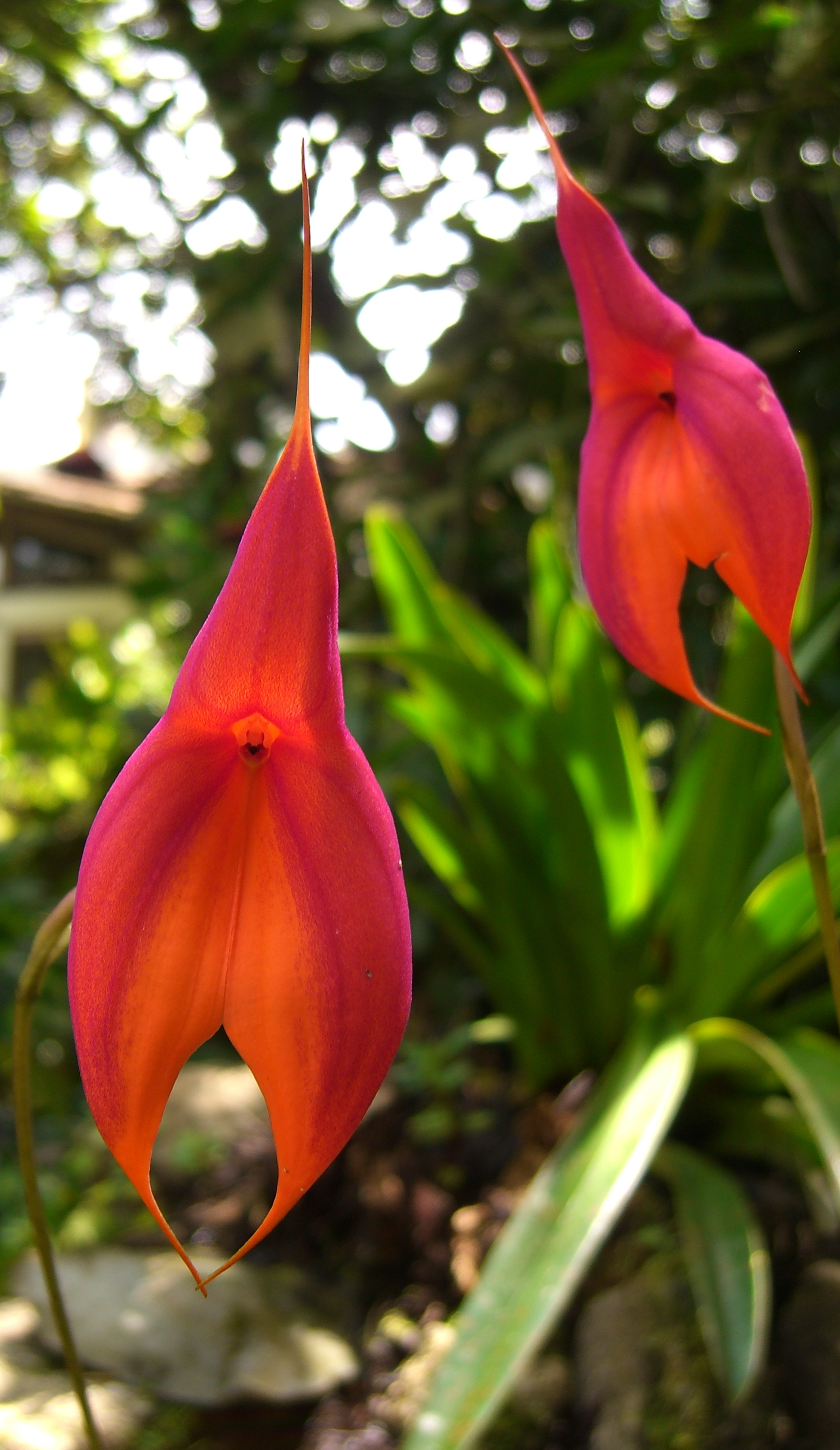
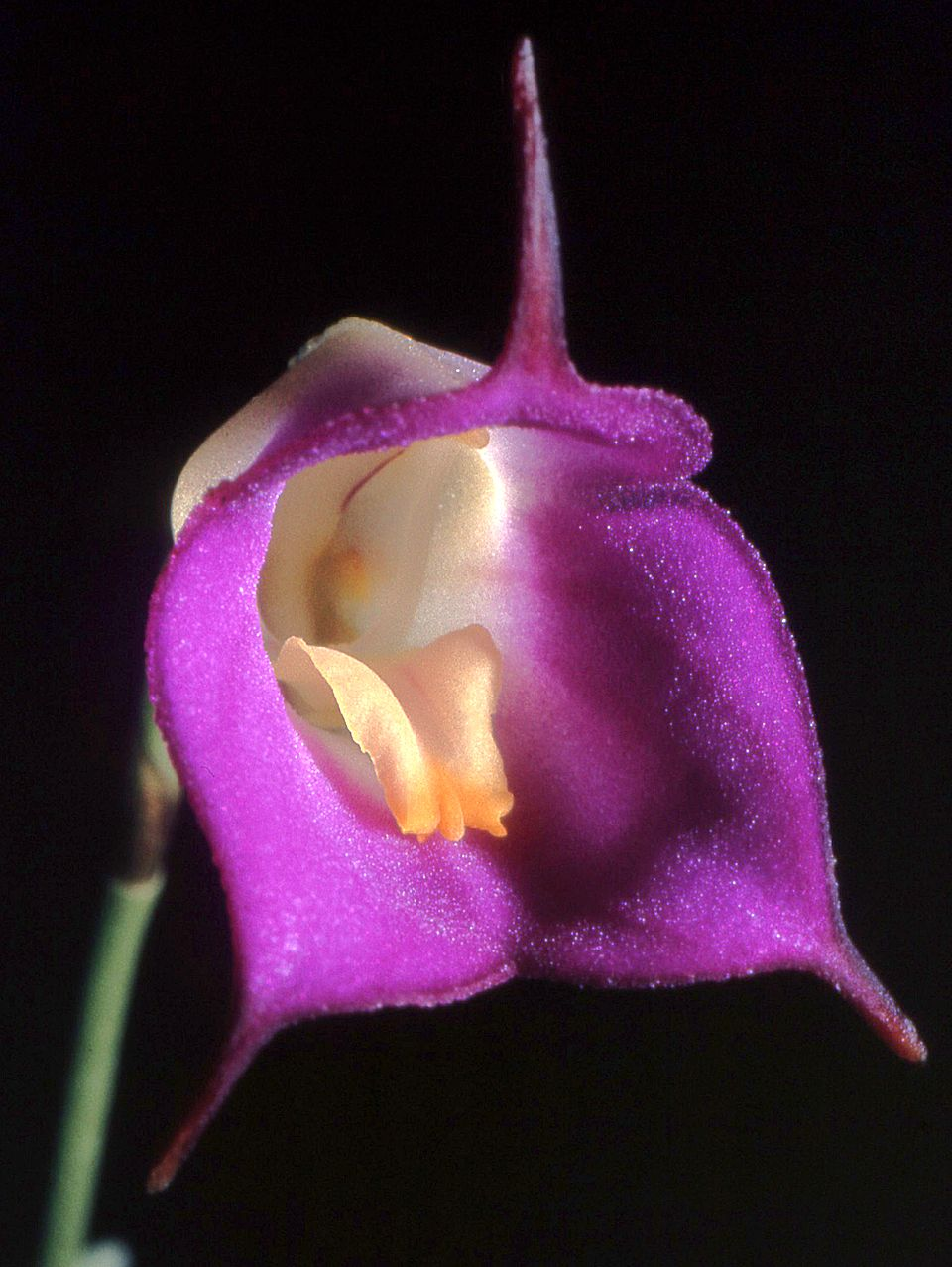
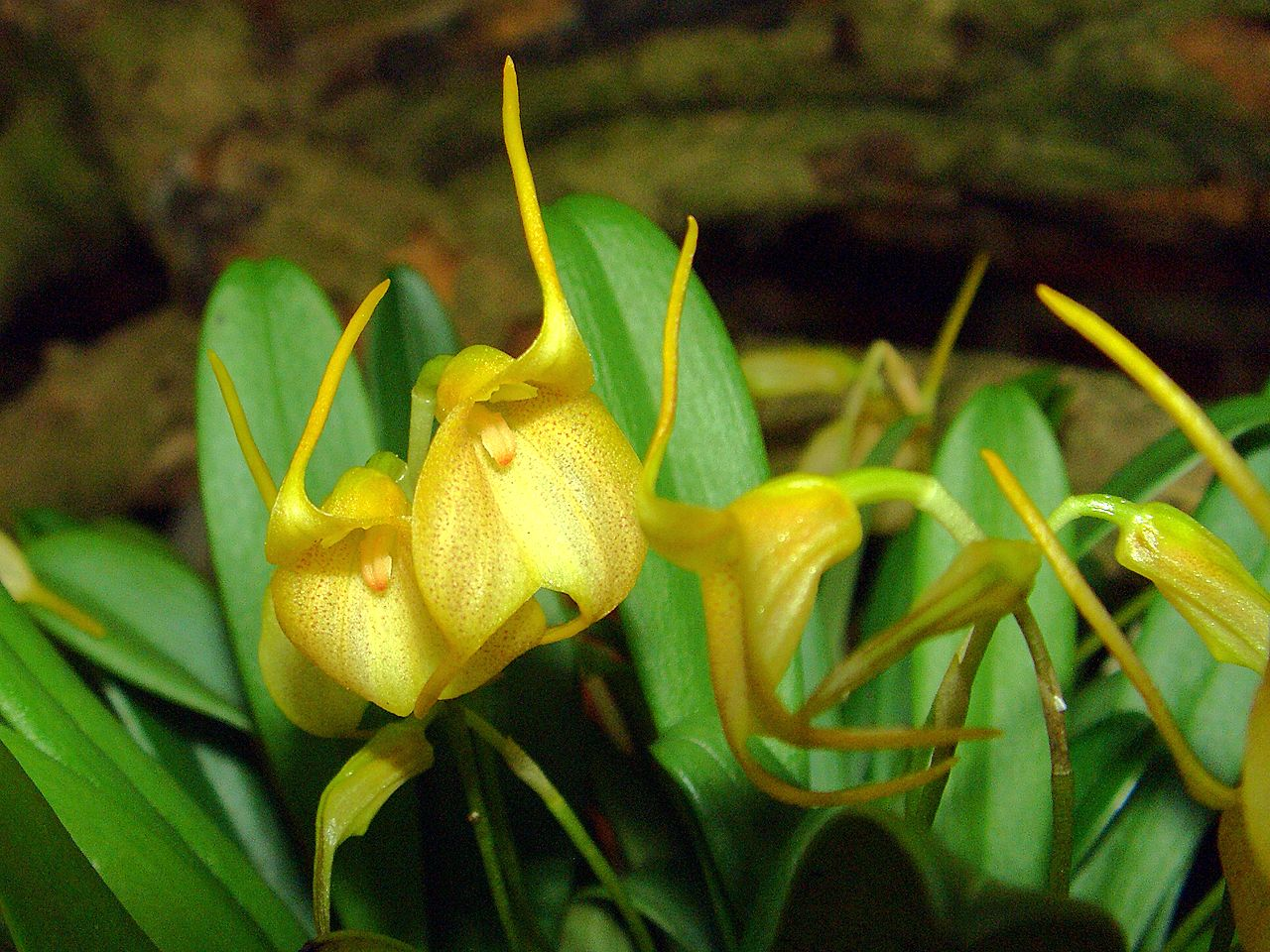
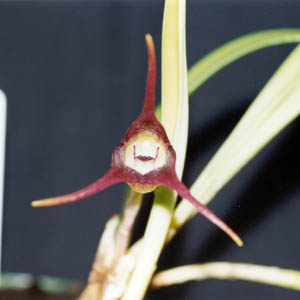
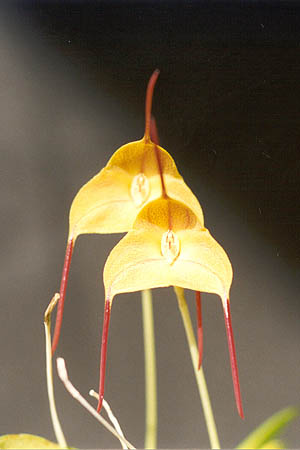
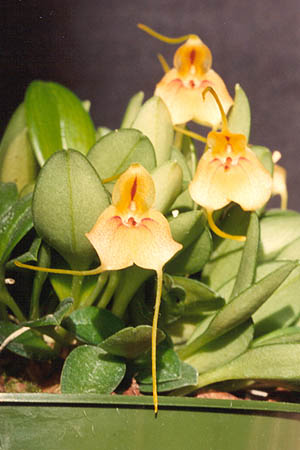

## Dottertaxa tillMasdevallia, i alfabetisk ordning[1]
- Masdevallia abbreviata
- Masdevallia acaroi
- Masdevallia acrochordonia
- Masdevallia adamsii
- Masdevallia adrianae
- Masdevallia aenigma
- Masdevallia agaster
- Masdevallia aguirrei
- Masdevallia akemiana
- Masdevallia albella
- Masdevallia alexandri
- Masdevallia alismifolia
- Masdevallia alvaroi
- Masdevallia amabilis
- Masdevallia amaluzae
- Masdevallia amanda
- Masdevallia ametroglossa
- Masdevallia amoena
- Masdevallia amplexa
- Masdevallia ampullacea
- Masdevallia anceps
- Masdevallia andreae
- Masdevallia andreettana
- Masdevallia andresiana
- Masdevallia anemone
- Masdevallia anfracta
- Masdevallia angulata
- Masdevallia angulifera
- Masdevallia anisomorpha
- Masdevallia anomala
- Masdevallia antonii
- Masdevallia aphanes
- Masdevallia apparitio
- Masdevallia aptera
- Masdevallia arangoi
- Masdevallia ariasii
- Masdevallia arminii
- Masdevallia assurgens
- Masdevallia asterotricha
- Masdevallia atahualpa
- Masdevallia attenuata
- Masdevallia audax
- Masdevallia aurea
- Masdevallia aurorae
- Masdevallia ayabacana
- Masdevallia bangii
- Masdevallia barlaeana
- Masdevallia barrowii
- Masdevallia belua
- Masdevallia bennettii
- Masdevallia berthae
- Masdevallia bicolor
- Masdevallia bicornis
- Masdevallia biflora
- Masdevallia boliviensis
- Masdevallia bonplandii
- Masdevallia bottae
- Masdevallia bourdetteana
- Masdevallia brachyantha
- Masdevallia brachyura
- Masdevallia brenneri
- Masdevallia brockmuelleri
- Masdevallia bryophila
- Masdevallia buccinator
- Masdevallia bucculenta
- Masdevallia bulbophyllopsis
- Masdevallia burianii
- Masdevallia burzlaffiana
- Masdevallia cacodes
- Masdevallia caesia
- Masdevallia calagrasalis
- Masdevallia calcarata
- Masdevallia calocalix
- Masdevallia caloptera
- Masdevallia calura
- Masdevallia campyloglossa
- Masdevallia cardiantha
- Masdevallia carmenensis
- Masdevallia carnosa
- Masdevallia carpishica
- Masdevallia carrilloana
- Masdevallia carruthersiana
- Masdevallia castor
- Masdevallia catapheres
- Masdevallia caudata
- Masdevallia caudivolvula
- Masdevallia cerastes
- Masdevallia chaetostoma
- Masdevallia chaparensis
- Masdevallia chasei
- Masdevallia chaucana
- Masdevallia cheloglossa
- Masdevallia chimboensis
- Masdevallia chontalensis
- Masdevallia chuspipatae
- Masdevallia cinnamomea
- Masdevallia citrinella
- Masdevallia civilis
- Masdevallia clandestina
- Masdevallia cleistogama
- Masdevallia cloesii
- Masdevallia cocapatae
- Masdevallia coccinea
- Masdevallia collantesii
- Masdevallia collina
- Masdevallia colossus
- Masdevallia concinna
- Masdevallia condorensis
- Masdevallia constricta
- Masdevallia copiosa
- Masdevallia corazonica
- Masdevallia cordeliana
- Masdevallia corderoana
- Masdevallia coriacea
- Masdevallia corniculata
- Masdevallia cosmia
- Masdevallia cranion
- Masdevallia crassicaudis
- Masdevallia crescenticola
- Masdevallia cretata
- Masdevallia cucullata
- Masdevallia cuprea
- Masdevallia cupularis
- Masdevallia curtipes
- Masdevallia cyclotega
- Masdevallia cylix
- Masdevallia dalessandroi
- Masdevallia dalstroemii
- Masdevallia datura
- Masdevallia davisii
- Masdevallia deceptrix
- Masdevallia decumana
- Masdevallia deformis
- Masdevallia delhierroi
- Masdevallia delphina
- Masdevallia demissa
- Masdevallia deniseana
- Masdevallia descendens
- Masdevallia dimorphotricha
- Masdevallia discoidea
- Masdevallia discolor
- Masdevallia don-quijote
- Masdevallia dorisiae
- Masdevallia draconis
- Masdevallia dreisei
- Masdevallia dryada
- Masdevallia dubbeldamii
- Masdevallia dudleyi
- Masdevallia dunstervillei
- Masdevallia dura
- Masdevallia dynastes
- Masdevallia eburnea
- Masdevallia echo
- Masdevallia ejiriana
- Masdevallia elachys
- Masdevallia elegans
- Masdevallia elephanticeps
- Masdevallia empusa
- Masdevallia encephala
- Masdevallia ensata
- Masdevallia epallax
- Masdevallia ephelota
- Masdevallia estradae
- Masdevallia eucharis
- Masdevallia eumeces
- Masdevallia eumeliae
- Masdevallia eurynogaster
- Masdevallia excelsior
- Masdevallia exilipes
- Masdevallia expers
- Masdevallia exquisita
- Masdevallia falcago
- Masdevallia fasciata
- Masdevallia figueroae
- Masdevallia filaria
- Masdevallia flaveola
- Masdevallia floribunda
- Masdevallia foetens
- Masdevallia formosa
- Masdevallia fosterae
- Masdevallia fractiflexa
- Masdevallia frilehmannii
- Masdevallia fuchsii
- Masdevallia fulvescens
- Masdevallia garciae
- Masdevallia gargantua
- Masdevallia gastrodes
- Masdevallia geminiflora
- Masdevallia gilbertoi
- Masdevallia glandulosa
- Masdevallia glomerosa
- Masdevallia gloriae
- Masdevallia gnoma
- Masdevallia goliath
- Masdevallia graminea
- Masdevallia guayanensis
- Masdevallia guerrieroi
- Masdevallia gutierrezii
- Masdevallia guttulata
- Masdevallia harlequina
- Masdevallia hartman-filii
- Masdevallia hartmanii
- Masdevallia heideri
- Masdevallia helenae
- Masdevallia helgae
- Masdevallia henniae
- Masdevallia hercules
- Masdevallia herradurae
- Masdevallia heteroptera
- Masdevallia hians
- Masdevallia hieroglyphica
- Masdevallia hirtzii
- Masdevallia hortensis
- Masdevallia hubeinii
- Masdevallia hydrae
- Masdevallia hylodes
- Masdevallia hymenantha
- Masdevallia hystrix
- Masdevallia icterina
- Masdevallia idae
- Masdevallia ignea
- Masdevallia immensa
- Masdevallia impostor
- Masdevallia indecora
- Masdevallia infracta
- Masdevallia ingridiana
- Masdevallia instar
- Masdevallia ionocharis
- Masdevallia irapana
- Masdevallia iris
- Masdevallia ishikoi
- Masdevallia isos
- Masdevallia ivanii
- Masdevallia jarae
- Masdevallia josei
- Masdevallia juan-albertoi
- Masdevallia kareliae
- Masdevallia karineae
- Masdevallia klabochorum
- Masdevallia kuhniorum
- Masdevallia kyphonantha
- Masdevallia laevis
- Masdevallia lamia
- Masdevallia lamprotyria
- Masdevallia lankesteriana
- Masdevallia lansbergii
- Masdevallia lappifera
- Masdevallia lata
- Masdevallia laucheana
- Masdevallia leathersii
- Masdevallia lehmannii
- Masdevallia lenae
- Masdevallia leonardoi
- Masdevallia leonii
- Masdevallia leontoglossa
- Masdevallia leptoura
- Masdevallia leucantha
- Masdevallia lewisii
- Masdevallia ligiae
- Masdevallia lilacina
- Masdevallia lilianae
- Masdevallia limax
- Masdevallia lineolata
- Masdevallia lintricula
- Masdevallia listroglossa
- Masdevallia livingstoneana
- Masdevallia loui
- Masdevallia lucernula
- Masdevallia ludibunda
- Masdevallia ludibundella
- Masdevallia luziaemariae
- Masdevallia lychniphora
- Masdevallia lynniana
- Masdevallia macrogenia
- Masdevallia macroglossa
- Masdevallia macropus
- Masdevallia macrura
- Masdevallia maculata
- Masdevallia maduroi
- Masdevallia magaliana
- Masdevallia mallii
- Masdevallia manarana
- Masdevallia manchinazae
- Masdevallia mandarina
- Masdevallia manningii
- Masdevallia manoloi
- Masdevallia manta
- Masdevallia marginella
- Masdevallia marizae
- Masdevallia marthae
- Masdevallia martineae
- Masdevallia martiniana
- Masdevallia mascarata
- Masdevallia mastodon
- Masdevallia mataxa
- Masdevallia maxilimax
- Masdevallia mayaycu
- Masdevallia medinae
- Masdevallia medusa
- Masdevallia mejiana
- Masdevallia melanoglossa
- Masdevallia melanopus
- Masdevallia melanoxantha
- Masdevallia meleagris
- Masdevallia melina
- Masdevallia menatoi
- Masdevallia mendozae
- Masdevallia mentosa
- Masdevallia merinoi
- Masdevallia mezae
- Masdevallia microptera
- Masdevallia microsiphon
- Masdevallia midas
- Masdevallia milagroi
- Masdevallia minuta
- Masdevallia misasii
- Masdevallia molossoides
- Masdevallia molossus
- Masdevallia monicana
- Masdevallia monogona
- Masdevallia mooreana
- Masdevallia morochoi
- Masdevallia munae
- Masdevallia murex
- Masdevallia mutica
- Masdevallia mystica
- Masdevallia naevia
- Masdevallia naranjapatae
- Masdevallia navicularis
- Masdevallia nebulina
- Masdevallia newmaniana
- Masdevallia nicaraguae
- Masdevallia nidifica
- Masdevallia niesseniae
- Masdevallia nigricans
- Masdevallia nijhuisiae
- Masdevallia nikoleana
- Masdevallia nitens
- Masdevallia nivea
- Masdevallia norae
- Masdevallia norops
- Masdevallia norrisiorum
- Masdevallia notosibirica
- Masdevallia nunezii
- Masdevallia obscurans
- Masdevallia odontocera
- Masdevallia odontopetala
- Masdevallia olmosii
- Masdevallia omorenoi
- Masdevallia ophioglossa
- Masdevallia oreas
- Masdevallia ortalis
- Masdevallia oscarii
- Masdevallia oscitans
- Masdevallia os-draconis
- Masdevallia ostaurina
- Masdevallia os-viperae
- Masdevallia ova-avis
- Masdevallia oxapampaensis
- Masdevallia pachyantha
- Masdevallia pachygyne
- Masdevallia pachysepala
- Masdevallia pachyura
- Masdevallia paivaeana
- Masdevallia pandurilabia
- Masdevallia panguiensis
- Masdevallia pantomima
- Masdevallia papillosa
- Masdevallia paquishae
- Masdevallia pardina
- Masdevallia parsonsii
- Masdevallia parvula
- Masdevallia pastinata
- Masdevallia patchicutzae
- Masdevallia patriciana
- Masdevallia patula
- Masdevallia peristeria
- Masdevallia pernix
- Masdevallia persicina
- Masdevallia pescadoensis
- Masdevallia phacopsis
- Masdevallia phasmatodes
- Masdevallia phlogina
- Masdevallia phoebe
- Masdevallia phoenix
- Masdevallia picea
- Masdevallia picta
- Masdevallia picturata
- Masdevallia pileata
- Masdevallia pinocchio
- Masdevallia planadensis
- Masdevallia plantaginea
- Masdevallia platyglossa
- Masdevallia pleurothalloides
- Masdevallia plynophora
- Masdevallia pollux
- Masdevallia polychroma
- Masdevallia polysticta
- Masdevallia popowiana
- Masdevallia porphyrea
- Masdevallia portillae
- Masdevallia posadae
- Masdevallia pozoi
- Masdevallia princeps
- Masdevallia priscillana
- Masdevallia proboscoidea
- Masdevallia prodigiosa
- Masdevallia prolixa
- Masdevallia prosartema
- Masdevallia pteroglossa
- Masdevallia pulcherrima
- Masdevallia pumila
- Masdevallia purpurella
- Masdevallia purpurina
- Masdevallia pyknosepala
- Masdevallia pyxis
- Masdevallia quasimodo
- Masdevallia racemosa
- Masdevallia rafaeliana
- Masdevallia rana-aurea
- Masdevallia receptrix
- Masdevallia recurvata
- Masdevallia regina
- Masdevallia reichenbachiana
- Masdevallia renzii
- Masdevallia repanda
- Masdevallia replicata
- Masdevallia revoluta
- Masdevallia rex
- Masdevallia rhinophora
- Masdevallia rhodehameliana
- Masdevallia richardsoniana
- Masdevallia ricii
- Masdevallia rigens
- Masdevallia rimarima-alba
- Masdevallia robusta
- Masdevallia rodolfoi
- Masdevallia rolandorum
- Masdevallia rolfeana
- Masdevallia rosea
- Masdevallia roseola
- Masdevallia rubeola
- Masdevallia rubiginosa
- Masdevallia rufescens
- Masdevallia rugulosa
- Masdevallia ruizii
- Masdevallia saltatrix
- Masdevallia sanchezii
- Masdevallia sanctae-fidei
- Masdevallia sanctae-inesae
- Masdevallia sanctae-rosae
- Masdevallia sanguinea
- Masdevallia saulii
- Masdevallia scabrilinguis
- Masdevallia scalpellifera
- Masdevallia scandens
- Masdevallia scapha
- Masdevallia sceptrum
- Masdevallia schildhaueri
- Masdevallia schizantha
- Masdevallia schizopetala
- Masdevallia schizostigma
- Masdevallia schlimii
- Masdevallia schmidt-mummii
- Masdevallia schoonenii
- Masdevallia schroederae
- Masdevallia schroederiana
- Masdevallia schudelii
- Masdevallia scitula
- Masdevallia scobina
- Masdevallia scopaea
- Masdevallia segrex
- Masdevallia segurae
- Masdevallia selenites
- Masdevallia semiteres
- Masdevallia senghasiana
- Masdevallia serendipita
- Masdevallia sernae
- Masdevallia sertula
- Masdevallia setacea
- Masdevallia setipes
- Masdevallia shiraishii
- Masdevallia sijmiana
- Masdevallia silvanoi
- Masdevallia siphonantha
- Masdevallia smallmaniana
- Masdevallia soennemarkii
- Masdevallia solomonii
- Masdevallia sotoana
- Masdevallia speciosa
- Masdevallia spilantha
- Masdevallia splendida
- Masdevallia sprucei
- Masdevallia staaliana
- Masdevallia stenorhynchos
- Masdevallia stigii
- Masdevallia stirpis
- Masdevallia strattoniana
- Masdevallia striatella
- Masdevallia strigosa
- Masdevallia strobelii
- Masdevallia strumella
- Masdevallia strumifera
- Masdevallia strumosa
- Masdevallia stumpflei
- Masdevallia suinii
- Masdevallia sulphurella
- Masdevallia sumapazensis
- Masdevallia superbiens
- Masdevallia sururuana
- Masdevallia synthesis
- Masdevallia teaguei
- Masdevallia telloi
- Masdevallia tentaculata
- Masdevallia terborchii
- Masdevallia theleura
- Masdevallia thienii
- Masdevallia tinekeae
- Masdevallia titan
- Masdevallia tokachiorum
- Masdevallia tonduzii
- Masdevallia torta
- Masdevallia tovarensis
- Masdevallia trautmanniana
- Masdevallia trechsliniana
- Masdevallia triangularis
- Masdevallia tricallosa
- Masdevallia tricycla
- Masdevallia tridens
- Masdevallia trifurcata
- Masdevallia trigonopetala
- Masdevallia trochilus
- Masdevallia truncata
- Masdevallia tsubotae
- Masdevallia tubata
- Masdevallia tubuliflora
- Masdevallia tubulosa
- Masdevallia tuerckheimii
- Masdevallia uncifera
- Masdevallia uniflora
- Masdevallia urceolaris
- Masdevallia ustulata
- Masdevallia utriculata
- Masdevallia wageneriana
- Masdevallia valenciae
- Masdevallia walteri
- Masdevallia vargasii
- Masdevallia vasquezii
- Masdevallia weberbaueri
- Masdevallia veitchiana
- Masdevallia velella
- Masdevallia velifera
- Masdevallia welischii
- Masdevallia velox
- Masdevallia venatoria
- Masdevallia wendlandiana
- Masdevallia venezuelana
- Masdevallia ventricosa
- Masdevallia ventricularia
- Masdevallia venus
- Masdevallia venusta
- Masdevallia verecunda
- Masdevallia vexillifera
- Masdevallia whiteana
- Masdevallia vidua
- Masdevallia vieirana
- Masdevallia vilcabambensis
- Masdevallia villegasii
- Masdevallia virens
- Masdevallia virgo-cuencae
- Masdevallia virgo-rosea
- Masdevallia vomeris
- Masdevallia wubbenii
- Masdevallia wuelfinghoffiana
- Masdevallia wuellneri
- Masdevallia wuerstlei
- Masdevallia wurdackii
- Masdevallia xanthina
- Masdevallia xanthodactyla
- Masdevallia ximenae
- Masdevallia xiphium
- Masdevallia xylina
- Masdevallia yungasensis
- Masdevallia zahlbruckneri
- Masdevallia zamorensis
- Masdevallia zapatae
- Masdevallia zebracea
- Masdevallia zongoensis
- Masdevallia zumbae
- Masdevallia zumbuehlerae
- Masdevallia zygia